# Lista das composições de Charles-Valentin Alkan

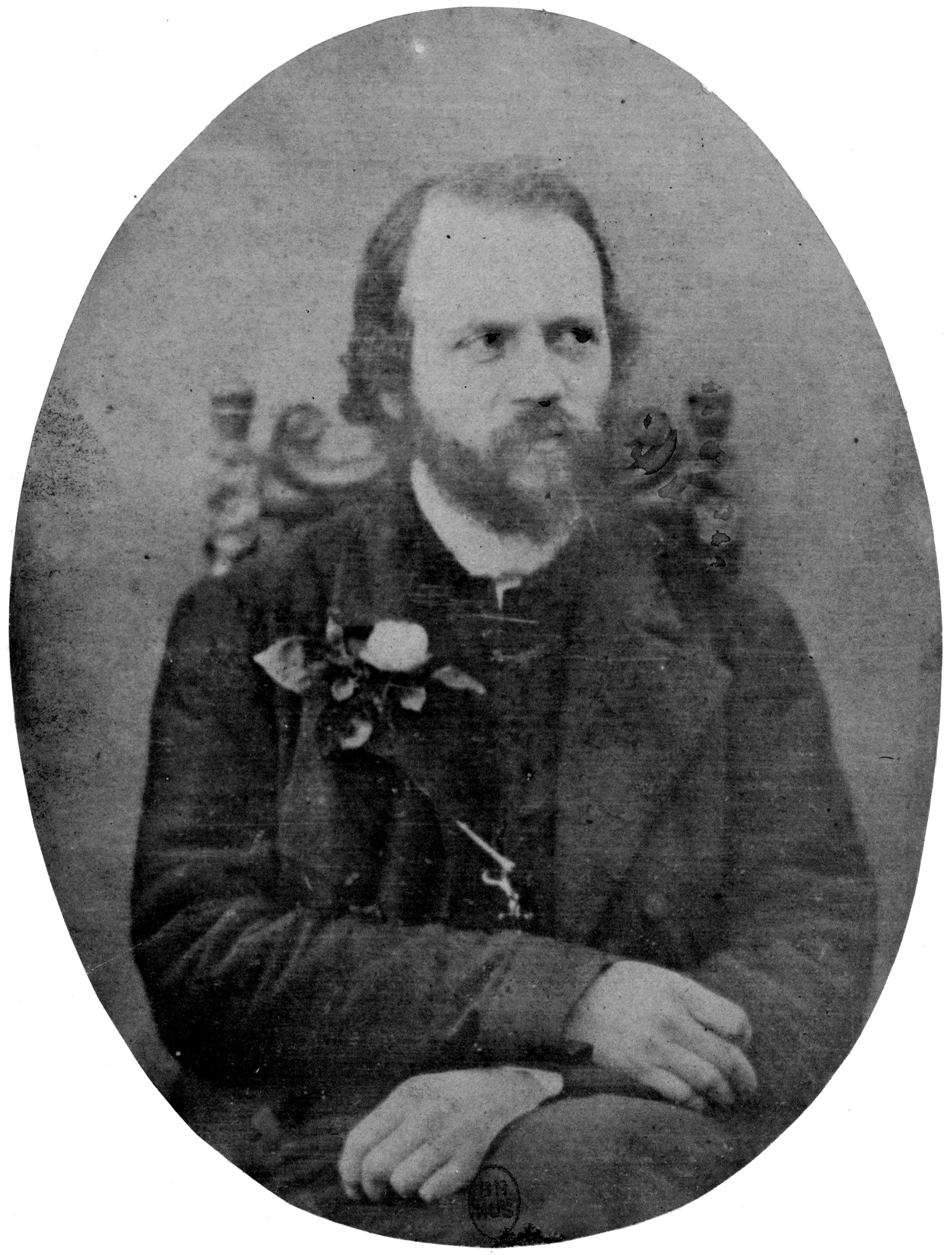
Charles-Valentin Morhange dit Alkan (1813-1888), French composer and pianist

Esta lista apresenta as obras do compositor romântico francês Charles-Valentin Alkan.

## Obras de Alkan por número deopus
- Op. 1 – Variations pour Piano Forte Composées Sur un Thême de Steibelt [Concerto Orage] – à Monsieur J. Zimmerman par son Elève. Mi maior, piano
- Op. 2 – Les omnibus Variations – Pour le Piano Forte dédiées aux Dames Blanches. Dó maior, piano
- Op. 3 – Il était un p'tit homme. Rondoletto – Pour Piano Forte Dédié à Mademoiselle Marie Cottin. Lá maior, piano
- Op. 4 – Rondo Brillant – Pour le Piano Avec Accompagnement de deux Violons Alto & Basse Ad Libitum, à Madame la Maréchale Duchesse de Montebello. Lá maior, piano e quarteto de cordas ad lib
- Op. 5 – Rondo sur l'air Largo al factotum du Barbier de Séville de Rossini
- Op. 8 – Six morceaux caractéristiques

1. Une nuit d'hiver, très lentement. Sol menor
2. La Pâque, Doucement. Lá maior
3. Sérénade, Assez vif. Fá sustenido menor
4. Une nuit d'été, Lentement. Lá maior
5. Les moissonneurs, Mouvement de valse. Mi bemol maior
6. L'opéra, Pompeusement. Ré bemol maior

- Op. 10/1 – Concerto da camera nº 1 – Pour le Piano et dédié à son maître et son ami Monsieur Joseph Zimmerman, Chevalier de la Légion d'Honneur et Professeur à l'Ecole Royale de Musique. Primeira versão para piano, versão posterior para orquestra (2 flautas, 2 clarinetes em lá, oboé, 4 fagotes, 2 trompas em lá, 2 trompas em mi, 2 trompetes em lá, 2 trombones, tuba, tímpano em lá e mi, violinos, violas, violoncelos e contrabaixos).

1. Allegro moderato. Lá menor
2. Adagio. Mi maior
3. Rondo, Allegro. Lá maior

- Op. 10/2 – Concerto da camera n° 2 – Pour le Piano, deux violons, alto, violoncelle et contrebasse. Versão inicial para piano e quarteto de cordas, versão posterior para orquestra de cordas, além de um arranjo para piano solista.

1. Allegro moderato. Dó sustenido menor
2. Adagio. Lá maior
3. 1er Movimento. Dó sustenido maior

- Op. 12a – Rondeau chromatique – pour le Piano Forte, dédié à la Société des Enfans d'Apollon, et Exécuté à leur Concert Annuel, par Ch. V. Alkan, professeur honoraire de l'École Royale de Paris et membre de la société des Enfants d'Appolon. Si menor, piano
- Op. 12b – Trois improvisations dans le style brillant / Trois études de Bravoure – dédiées à Madame Cottin de Guibeville

1. Prestissimo. Mi bemol maior
2. Allegretto. Ré bemol maior
3. Allegro Marziale. Si menor

- Op. 13 – Trois Andantes romantiques – dédiés à Chrétien Urhan

1. Andante. Si bemol maior
2. Andante con moto. Dó sustenido maior
3. Andante. Sol bemol maior

- Op. 15 – Souvenirs. Trois morceaux dans le genre pathétique – dédiés à Liszt

1. Aime-moi. Lá bemol menor
2. Le vent. Si menor
3. Morte. Mi bemol menor

- Op. 15 – Douze caprices pour le piano
- Op. 16 – Trois études de bravoure – dédiés à son ami Santiago de Masarnau

1. Mouvement de valse. Dó maior
2. Moderato (quasi Minuetto). Dó menor
3. Prestissimo. Si menor

- Op. 16/4 – Variations pour le piano sur Ah! segnata é la mia morte de l'Opéra Anna Bolena de Donizetti – dédiées à Madame F.G. Loder. Ré maior, piano
- Op. 16/5 – Variations sur un thème de Bellini La tremenda ultrice spada de I Capuleti e i Montecci – dédiées à Miss Isabella Field. Sol maior, piano
- Op. 16/6 – Variations quasi-fantaisie sur une barcarolle napolitaine – dédiées à Miss Mary Windsor. Si bemol maior, piano
- Op. 17 – Le Preux – dédiée à Madame Adèle Janvier. Si bemol maior
- Op. 21 – Grand duo concertant (Grande dueto concertante). Piano e violino

1. Assez animé. Fá sustenido menor
2. L'Enfer, Lentement. Dó sustenido menor
3. Finale, Aussi vite que possible. Fá sustenido maior

- Op. 22 – Nocturne (Noturno) – dédié à Mademoiselle Elisa Poussielgue. Si maior, piano
- Op. 23 – Saltarelle pour Piano – dédiée à Mademoiselle Elisa Poussielgue. Mi menor, piano
- Op. 24 – Gigue et air de ballet dans le style ancien – à son frère Napoléon Alkan

1. Presto. Lá menor
2. Modéré. Ré menor

- Op. 25 – Alleluia pour Piano. Fá maior, piano
- Op. 26 – Marche funèbre – à Madame La Maréchale Duchesse de Montebello. Mi bemol menor
- Op. 26 – Fantaisie à 4 mains. Sur Don Juan
- Op. 27 – Marche triomphale pour Piano – à Madame la Duchesse de Montebello. Si maior, piano
- Op. 27 – Le chemin de fer (Vivacissimamente). Ré menor, estudo para piano
- Op. 29 – Bourrée d'Auvergne – à Mademoiselle Clara Loveday. Dó menor, estudo para piano
- Op. 30a – Premier Trio pour Piano, Violon et Basse. Trio para piano, violino e contrabaixo

1. Assez largement. Sol menor
2. Très vite. Sol menor
3. Lentement. Sol maior
4. Vite. Sol menor

- Op. 30b – Perpetuum mobile – étude de vélocité préparatoire à l'étude en mouvement semblable d'après le final du trio Op. 30
- Op. 31 – 25 Préludes dans tous les tons majeurs et mineurs pour piano ou orgue. 25 prelúdios para piano ou órgão

Livro 1
1. Lentement. Dó maior
2. Assez lentement. Fá menor
3. Dans le genre ancien, très lentement. Ré bemol maior
4. Prière du soir, Assez lentement. Fá sustenido menor
5. Psaume 150e Avec enthousiasme. Ré maior
6. Ancienne mélodie de la synagogue, Andante flebile. Sol menor
7. Librement mais sans secousses. Mi bemol maior
8. La chanson de la folle au bord de la mer, Lentement. Lá bemol menor
9. Un petit rien, Assez vite. Fá maior

Livro 2
1. Placiditas, Tranquillement. Mi maior
2. Dans le style fugué, très vite. Lá menor
3. J'étais endormie, mais mon coeur veillait.. (Cantique des cantiques), Lentement. Sol bemol maior
4. Rapidement. Si menor
5. Le temps qui n'est plus, Andante. Si bemol menor
6. Rêve d'amour, Assez vite. Lá bemol maior
7. Dans le genre gothique, Assez vite et avec beaucoup de grâce. Sol maior
8. Assez lentement. Dó menor

Livro 3
1. Romance, Sans trop de mouvement. Dó sustenido menor
2. Modérément vite et bien caractérisé. Ré menor
3. Prière du matin, Vite. Lá maior
4. Doucement. Si bemol maior
5. Anniversaire, Assez lentement. Mi bemol menor
6. Assez vite. Si maior
7. Prestissimo. Mi menor
8. Prière, Lentement. Dó maior

- Op. 32/1 – Recueil d'Impromptus

1. Vaghezza, Andantino. Si maior
2. L'amitié, Avec ampleur. Si maior
3. Fantasietta alla moresca, Allegretto. Si menor
4. La foi, Tempo giusto. Si bemol maior

- Op. 32/2 – Deuxième recueil d'impromptus

1. Andantino. Lá menor
2. Mesto, Allegretto. Ré menor
3. Vivace. Fá maior
4. Andante flebile. Lá menor

- Op. 33 – Grande sonate Les Quatre Ages – Dédiée à son Père. Sonata para piano

1. 20 ans: très vite. Ré maior
2. 30 ans. Quasi Faust: Assez vite. Ré sustenido menor
3. 40 ans. Un heureux ménage: Lentement. Sol maior
4. 50 ans. Prométhée enchaîné: Extrêmement lent. Sol sustenido menor

- Op. 34 – Scherzo-focoso pour Piano. Si menor, piano
- Op. 35 – Douze Études, dans tous les tons Majeurs – à Monsieur Fétis. Estudos para piano em todos os tons maiores

1ª suíte
1. La, Allegretto. Lá maior
2. Ré, Allegro. Ré maior
3. Sol, Andantino. Sol maior
4. Do, Presto. Dó maior
5. Fa, Allegro Barbaro. Fá maior
6. Sib, Allegramente. Si bemol maior

2ª suíte
1. Mi, Adagio, Allegro Moderato, Andante "L'incendie au village voisin" Cantica, Andante. Mi bemol maior
2. Lab, Lento-Appassionato. Lá bemol maior
3. Do#, Contrapunctus Amplement. Dó sustenido maior
4. Solb, Chant d'amour - chant de mort. Sol bemol maior
5. Si, Posément. Si maior
6. Mi, Andando. Mi maior

- Op. 37 – Trois marches, Quasi da Cavalleria – à M. Le Général Comte Gustave de Montebello. Piano

1. Molto Allegro. Lá menor
2. Allegro vivace. Lá menor
3. Allegro. Dó menor

- Op. 38/1 – Premier recueil de chants. Primeiro de cinco conjuntos de canções (totalizando trinta canções)

1. Largement, quoique assez vif
2. Quasi-alegretto. Lá menor
3. Choeur, Allegro. Lá maior
4. L'offrande, Andantino. Lá maior
5. Agitatissimo. Fá sustenido menor
6. Barcarolle, Andante. Sol menor

- Op. 38/2 - Deuxième recueil de chants. Segundo de cinco conjuntos de canções

1. Hymne, Adagio. Mi maior
2. Fa, Allegretto. Lá menor
3. Chant de guerre, Allegro. Lá maior
4. Procession-Nocturne, Andantino. Lá maior
5. Andantino. Fá sustenido menor
6. Barcarolle en choeur, Andante. Sol menor

- Op. 39 – Douze Études, dans les tons mineurs. Estudos para piano em todos os tons menores

1. Comme le vent – Prestissimamente. Lá menor
2. En rhythme molossique – Risoluto. Ré menor
3. Scherzo-diabolico – Prestissimo. Sol menor

Symphonie pour Piano Seul (Sinfonia para piano solista)
1. I. Allegro moderato. Dó menor

2. II. Marche funèbre – Andantino. Fá menor

3. III. Menuet. Si bemol menor

4. IV. Finale – Presto. Mi bemol menor

Concerto pour Piano Seul (Concerto para piano solista)
1. I. Allegro assai. Sol sustenido menor

2. II. Adagio. Dó sustenido menor

3. III. Allegretto alla barbaresca. Fá sustenido menor

1. Ouverture – Maestoso-Lentement-Allegro. Si menor

2. Le festin d'Ésope – Allegretto senza licenza quantunque. Mi menor

- Op. 40 – Trois Marches, pour Piano à quatre mains. Piano a quatro mãos

1. Allegro. Lá bemol maior
2. Allegro moderato. Mi bemol maior
3. Modérément. Si bemol maior

- Op. 41 – Trois petites Fantaisies

1. Assez gravement. Lá menor
2. Andantino. Sol maior
3. Presto. Si bemol maior

- Op. 42 – Réconciliation – petit Caprice mi-partie en forme de zorcico, ou Air de Danse Basque à cinq temps. Dó maior
- Op. 45 – Salut, cendre du pauvre! – paraphrase. Si bemol maior, piano
- Op. 46 – Minuetto alla Tedesca. Lá menor, piano
- Op. 47 – Sonate de Concert para piano e violoncelo

1. Allegro molto. Mi maior
2. Allegrettino. Lá bemol maior
3. Adagio. Dó maior
4. Finale alla Saltarella, Prestissimo. Mi menor

- Op. 47 bis – Saltarelle, Finale de la Sonate de Concert pour Piano et Violoncelle, arrangée à 4 mains (arranjo a 4 mãos do finale da Sonate de Concert)
- Op. 47 – Bombardo-Carillon. Si bemol
- Op. 50/1 – Capriccio alla soldatesca. Lá menor
- Op. 50/2 – Le tambour bat aux champs – esquisse pour piano. Si menor
- Op. 51 – Trois Menuets

1. Tempo giusto. Mi bemol maior
2. Tempo debole. Sol menor
3. Tempo nobile. Sol maior

- Op. 52 – Super flumina Babylonis – paraphrase du psaume 137. Sol menor, piano
- Op. 53 – Quasi-Caccia – Caprice pour Piano. Lá maior, piano
- Op. 54 – Bénédictus - pour piano à clavier de pédales, ou Piano à 3 mains. Ré menor, para piano ou pédalier
- Op. 55 – Une fusée, Introduction et Impromptu. Ré menor
- Op. 57 – Deuxième et troisième Nocturnes

1. Andantino. Si menor

2. Très vif. Fá sustenido maior

- Op. 60 – Deux petites pièces pour piano

1. Ma chère liberté, Focosamente ma sostenuto molto, Quasi-scherzando. Fá sustenido maior
2. Ma chère servitude, Poco lento. Lá menor

- Op. 60 bis – Le Grillon – quatrième nocturne
- Op. 61 – Sonatine pour piano

1. Allegro vivace. Lá menor
2. Allegramente. Fá maior
3. Scherzo-Minuetto. Ré menor
4. Tempo giusto. Lá menor

- Op. 63 – 48 Esquisses (Motifs) pour piano divisés en 4 livres

Livro 1
1. La Vision, Assez lentement. Dó maior
2. Le Staccatissimo, Allegro. Fá menor
3. Le Legatissimo, Andantino. Ré maior
4. Les Cloches, Allegretto. Sol menor
5. Les Initiés, Quasi-coro. Mi maior
6. Fuguette, Allegro moderato. Lá menor
7. Le Frisson, Andantino. Fá sustenido maior
8. Pseudo-Naïveté, Andante. Si menor
9. Confidence. Lá bemol maior
10. Increpatio. Dó sustenido menor
11. Les Soupirs. Si bemol maior
12. Barcarollette. Mi bemol menor

Livro 2
1. Ressouvenir. Dó menor
2. Duettino. Fá maior
3. Tutti de Concerto. Ré menor
4. Fantaisie. Sol maior
5. Petit prélude à 3. Mi menor
6. Liedchen. Lá maior
7. Grâces. Fá sustenido menor
8. Petite Marche Villageoise. Si maior
9. Morituri te salutant. Sol sustenido menor
10. Innocenzia. Ré bemol menor
11. L'Homme aux sabots. Si bemol menor
12. Contredanse. Mi bemol maior

Livro 3
1. La Poursuite. Dó maior
2. Petit Air. Ré menor
3. Rigaudon. Ré maior
4. Inflexibilité. Lá menor
5. Délire. Mi maior
6. Petit Air Dolent. Si menor
7. Début de Quatuor. Fá sustenido maior
8. Minuettino, alla vedrai carino de Mozart. Dó sustenido menor
9. Fais Dodo. Lá bemol maior
10. Odi profanum vulgus et arceo: favete linguis. Mi bemol menor
11. Musique Militaire. Si bemol maior
12. Toccatina. Fá menor

Livro 4
1. Scherzettino. Dó menor
2. Les Bons Souhaits. Sol maior
3. Héraclite et Démocrite. Ré menor
4. Attendez-moi sous l'orme. Lá maior
5. Les Enharmoniques. Mi menor
6. Petit Air à 5 voix. Si maior
7. Notturnino - Innamorato. Fá sustenido menor
8. Transports. Dó sustenido maior
9. Les Diablotins. Mi bemol maior
10. Le Premier Billet Doux. Mi bemol maior
11. Scherzetto. Si bemol menor
12. En Songe. Fá maior

1. Laus Deo. Dó maior

- Op. 64 – 13 prières pour orgue – avec pédale obligée, ou Piano à Clavier de Pédales, ou Piano à 3 mains. Divisées en trois Suites. A la memoire de Pierre Érard

1. Andantino. Sol maior
2. Moderato. Lá maior
3. Poco adagio. Mi menor
4. Moderatamente. Si bemol maior
5. Adagio. Fá maior
6. Moderato. Ré maior
7. Maestoso. Lá menor
8. Deus Sebaoth. Si bemol maior
9. Doucement. Mi maior
10. Assez lentement. Si bemol
11. Andantino. Mi maior
12. Allegretto. Fá maior
13. Largement et majestuesement. Sol maior

- Op. 65 – Troisième recueil de chants. Terceiro de cinco conjuntos de canções

1. Vivement. Mi maior
2. Esprits follets. Lá menor
3. En canon à l'octave. Lá maior
4. Tempo giusto. Lá maior
5. Horace et Lydie. Fá sustenido menor
6. Barcarolle. Sol menor

- Op. 66 – 11 Grands préludes et une transcription d'après le Messie de Händel – A son confrère C. A. Franck. Para pédalier ou piano a 3 mãos

1. Allegro. Fá maior
2. Allegro moderato. Ré menor
3. Andantino. Si bemol maior
4. Moderamento. Sol menor
5. Quasi-Adagio. Mi bemol maior
6. Andantino. Dó menor
7. Andante. Lá bemol maior
8. Tempo giusto. Fá menor
9. Langsam. Ré bemol maior
10. Scherzando. Si bemol menor
11. Lento. Fá sustenido maior
12. No 26 et 27 du Messie de Handel: Thy rebuke hath broken His heart; Behold, and see. Si bemol menor

- Op. 67 – Quatrième recueil de chants. Quarto de cinco conjuntos de canções

1. Neige et lave, Tranquillement. Mi maior
2. Chanson de la bonne veille, Assez lentement. Lá maior
3. Bravement. Lá maior
4. Doucement. Lá maior
5. Appasionatta. Fá sustenido menor
6. Barcarolle, Lentement. Sol menor

- Op. 69 – Impromptu sur le choral de Luther "Un fort rempart est notre Dieu" – pour piano à pédales, ou Piano à trois Mains, A son maitre, Monsieur F. Benoist
- Op. 70 – Cinquième recueil de chants. Quinto de cinco conjuntos de canções

1. Duettino, Assez lentement. Mi maior
2. Andantinetto. Lá menor
3. Allegro vivace. Lá maior
4. La voix de l'instrument, Andantino. Lá maior
5. Scherzo-coro, Prestissimo. Fá sustenido menor
6. Barcarolle, Andante flebile. Sol menor

- Op. 72 – Onze pièces dans le style religieux et transcription du Messiah de Händel. Para órgão, harmônio ou piano

1. Tempo giustissimo. Dó maior
2. Andantino. Lá maior
3. Quasi-Adagio. Ré menor
4. Assez doucement. Sol maior
5. Lentement. Ré menor
6. Majestueusement. Si bemol maior
7. Molto Moderato. Fá maior
8. Assez vite. Lá menor
9. Assez lentement. Mi bemol maior
10. Modérément. Ré menor
11. Dolcemente. Lá menor
12. N° 13 du Messiah de Haendel, Larghetto. Si maior

- Op. 74 – Les Mois – 12 Morceaux caractéristiques, en 4 suites

Première Suite
1. Une nuit d'hiver, très lentement. Sol menor
2. Carnaval, Mouvement de Galop. Mi menor
3. La retraite, Mouvement de Marche. Ré maior

Seconde Suite
1. La Paque, Doucement. Lá maior
2. Sérénade, Assez vif. Fá sustenido menor
3. Promenade sur 1'eau, Andante. Lá maior

Troisième Suite
1. Une nuit été, Lentement. Lá maior
2. Les moissonneurs, Mouvement de Valse. Mi bemol maior
3. L'hallali, Pas trop vite. Ré maior

Quatrième Suite
1. Gros temps, Andantino. Fá maior
2. Le mourant, Adagio. Dó menor
3. Opéra, Pompeusement. Ré bemol maior

- Op. 75 – Toccatina. Dó menor
- Op. 76 – 3 Grandes études de piano – pour les deux mains séparées et réunies. Estudos para piano

1. Fantaisie pour la main gauche seule. Lá bemol maior, apenas a mão esquerda
2. Introduction, variations et finale pour la main droite seule. Ré manor, apenas a mão direita
3. Étude à mouvement semblable et perpetuel pour les mains réunies. Dó menor, ambas as mãos